# يوسف باتان
يوسف باثان مواليد 17 نوفمبر 1982 في فادودارا، هو لاعب كريكت هندي شارك في كأس العالم للكريكت 2011. وهو شقيق اللاعب عرفان باتان.

## روابط خارجية
- يوسف باتان على موقع إي آس بي آن كريك إنفو (الإنجليزية)